# Osiglia
Osiglia là một đô thị ở tỉnh Savona ở vùng Liguria của Ý, có khoảng cách khoảng 60 km về phía tây của Genoa và khoảng 25 km về phía tây của Savona. Tại thời điểm ngày 31 tháng 12 năm 2004, đô thị này có dân số 457 người và diện tích là 29,2 km².
Osiglia giáp các đô thị: Bormida, Calizzano, Millesimo, Murialdo, Pallare, và Rialto.

## Quá trình biến động dân số
For more info go to http://www.osigliaproloco.it/ Lưu trữ ngày 18 tháng 8 năm 2009 tại Wayback Machine